# Scandale de Panama
Pour les articles homonymes, voir Panama (homonymie).
Cet article concerne le scandale lié au financement du canal éponyme. Pour le scandale de 2016 lié à des sociétés offshore situées au Panama, voir Scandale des Panama Papers.

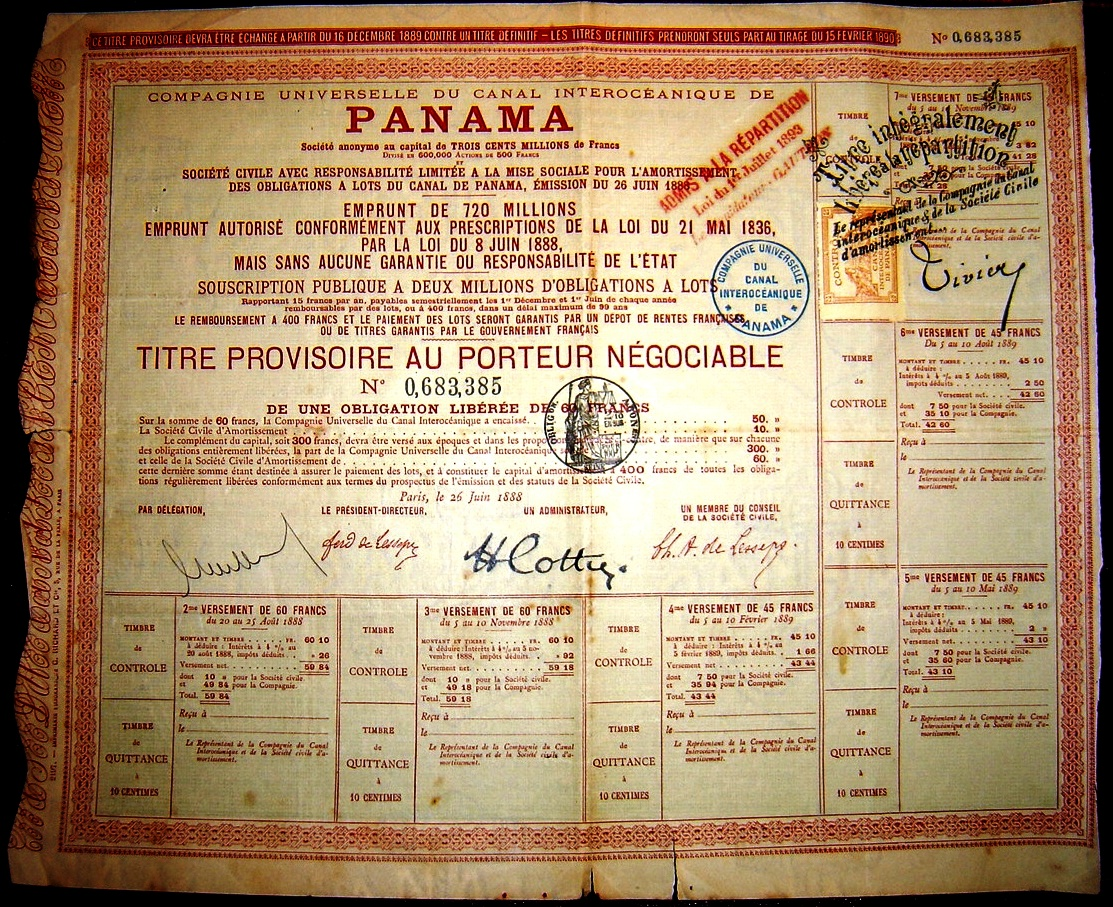
Compagnie universelle du canal interocéanique de Panama - Emprunt obligataire à lots de 1888.

Le scandale de Panama est une affaire de corruption liée au percement du canal de Panama, qui éclabousse plusieurs hommes politiques et industriels français durant la Troisième République et ruine des centaines de milliers d'épargnants, en pleine expansion internationale de la Bourse de Paris.
Le scandale est lié aux difficultés de financement de la Compagnie universelle du canal interocéanique de Panama, la société créée par Ferdinand de Lesseps pour réunir les fonds nécessaires et mener à bien le projet. Alors que le chantier se révèle plus onéreux que prévu, Lesseps lance une souscription publique. Une partie de ces fonds est utilisée par le financier Jacques de Reinach pour soudoyer des journalistes et obtenir illégalement le soutien de personnalités politiques. Après la mise en liquidation judiciaire de la compagnie, qui ruine les souscripteurs, le baron de Reinach est retrouvé mort, tandis que plusieurs hommes politiques sont accusés de corruption. Le scandale éclate alors au grand jour. Un scandale financier du même type, l'affaire Arthur Raffalovich sur les emprunts russes, est révélé dans les années 1920.

## Genèse du projet
Après l'inauguration du canal de Suez, le 17 novembre 1869, Ferdinand de Lesseps, auréolé de gloire, avait obtenu un statut international.
On créa alors le 19 août 1876 la société civile internationale destinée à financer l'exploration de l'isthme de Darién, dont Lesseps faisait partie. Une équipe d'ingénieurs administrée par Lucien Napoléon Bonaparte-Wyse, Armand Reclus (officier qui dirigea plus tard les travaux) et quelques ingénieurs français et étrangers fut envoyée sur le terrain afin d'explorer les diverses routes possibles et voir quel canal conviendrait le mieux. Leur conclusion porta plutôt sur un canal à écluses.
En mars 1878, Lucien Napoléon Bonaparte-Wyse obtint du gouvernement colombien, dont dépendait le Panama, une concession pour la construction du canal, sur laquelle Ferdinand de Lesseps prit une option de dix millions de francs. La relation tendue entre les États-Unis et la Colombie facilita l'obtention de la concession par les Français.
Du 15 au 29 mai 1879, la Société de géographie de Paris, présidée par Ferdinand de Lesseps, prit l'initiative de réunir un Congrès International d'étude du canal interocéanique, composé de 136 délégués, majoritairement français, représentant 26 nations, dont les États-Unis et la Chine, pour s’accorder quant à la méthode à adopter. Lesseps proposa un canal à niveau, tandis qu’un ingénieur français, Adolphe Godin de Lépinay, présenta son projet, un canal à écluses, celui-ci étant moins onéreux et moins risqué en vies humaines.

## Une construction difficile au financement assuré grâce à la corruption

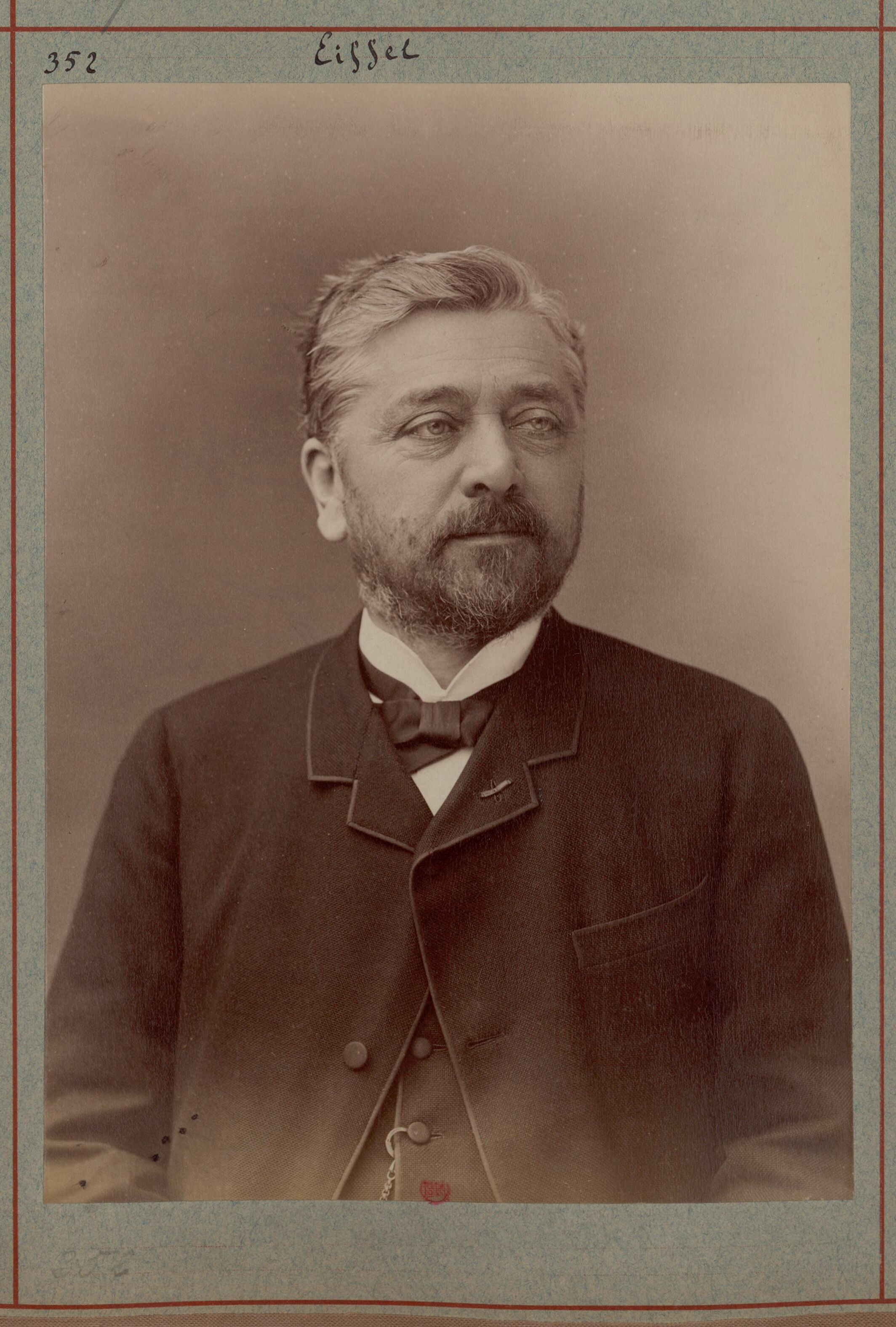
Gustave Eiffel

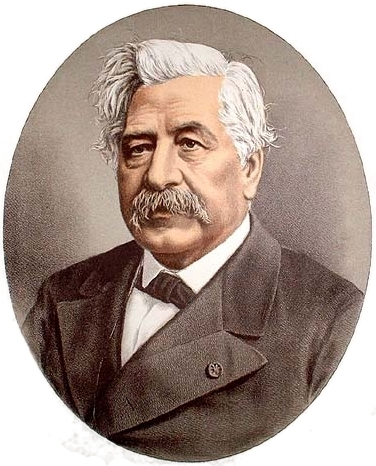
Ferdinand de Lesseps

En 1879, le Congrès approuva le projet de Lesseps qui fut choisi pour lancer les travaux de percement de l'Isthme de Panama, lequel devait permettre de relier l'océan Atlantique à l'océan Pacifique par l'Amérique centrale. Malgré la différence de prix de construction entre un canal à niveau et un canal à écluse (le canal à niveau coûtant deux fois plus cher), le canal à niveau, long de 75 km, fut choisi. Le coût de sa construction fut estimé à 600 millions de francs.
Lesseps constitua le 8 juillet 1879 la Compagnie universelle du canal interocéanique de Panama, une société anonyme, destinée à réunir les fonds nécessaires et à conduire le projet. Le 20 octobre 1880, les statuts de la Compagnie universelle du canal interocéanique furent déposés à Paris. En décembre, Charles de Lesseps (fils de Ferdinand de Lesseps) procéda à l'émission du capital de la compagnie, sous la forme de 800 000 actions à 500 francs, mais cette émission fut un échec. On ne récolta que 300 millions sur les 400 demandés. Les travaux débutèrent en 1881 et rencontrèrent plusieurs difficultés : épidémies de malaria et de fièvre jaune occasionnant une très forte mortalité parmi le personnel, accidents de terrain dus à la difficulté de traverser la cordillère montagneuse qui longe l'isthme. La reconnaissance mise en place par la Société Civile en 1876 ne s'était pas appesantie sur ces problèmes, voulant assurer la promotion du projet.
Les travaux prirent alors beaucoup de retard. En 1884, les caisses de la compagnie sont vides alors que seulement un dixième des déblaiements prévus a été réalisé. En 1885, Lesseps a l'idée d'émettre des obligations à lots afin d'intéresser davantage les petits épargnants, mais il est nécessaire pour cela de modifier la loi. Il fait alors appel à Cornelius Herz, un homme d'affaires bénéficiant de nombreux appuis dans le monde politique. Il est notamment lié à Charles de Freycinet, l'un des chefs de file des républicains opportunistes et à la famille du président Jules Grévy. Il finance également la Justice, le journal de Clemenceau. Celui-ci fait savoir à Charles de Lesseps, qu'en contrepartie de dix millions, il pourra faire passer la loi. Herz entend également s'appuyer sur le baron Jacques de Reinach, un banquier d'origine juive allemande, oncle de Joseph Reinach, ancien chef de cabinet de Gambetta. C'est lui qui est chargé de distribuer les « fonds de publicité ». Ils subventionnèrent très largement la presse pour la promotion de l'investissement, par exemple dans la Justice ou le Temps. Lesseps fit alors appel au Parlement pour faciliter la levée de fonds. Celui-ci refusa à deux reprises au vu des rapports d'ingénieurs. Jacques de Reinach, secondé par Émile Arton, lança alors un système de corruption des parlementaires pour obtenir le déblocage de fonds publics : par exemple le ministre des Travaux publics Charles Baïhaut reçut une promesse d'un million de francs.
Devant certains obstacles, tel que le seuil de la Culebra (altitude de 87 mètres), Lesseps fit appel à Gustave Eiffel, qui accepta de reprendre le projet. Eiffel remit complètement en cause la conception, en prévoyant notamment des écluses, alors que Lesseps avait voulu faire un canal à niveau, comme à Suez, sans se soucier du caractère montagneux de la région traversée. Lesseps continua à récolter des fonds auprès d'épargnants et à corrompre des journalistes et des parlementaires pour obtenir la promulgation de la loi sur mesure, qui devait permettre l'émission de l'emprunt. En 1888, la loi est passée et les derniers fonds sont débloqués sous forme d'emprunts.

## Éclatement de l'affaire

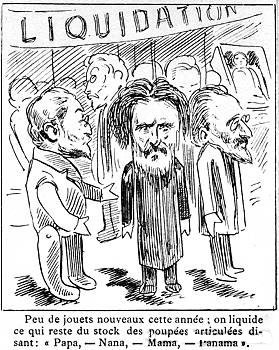
Caricature du scandale de Panama de 1892.

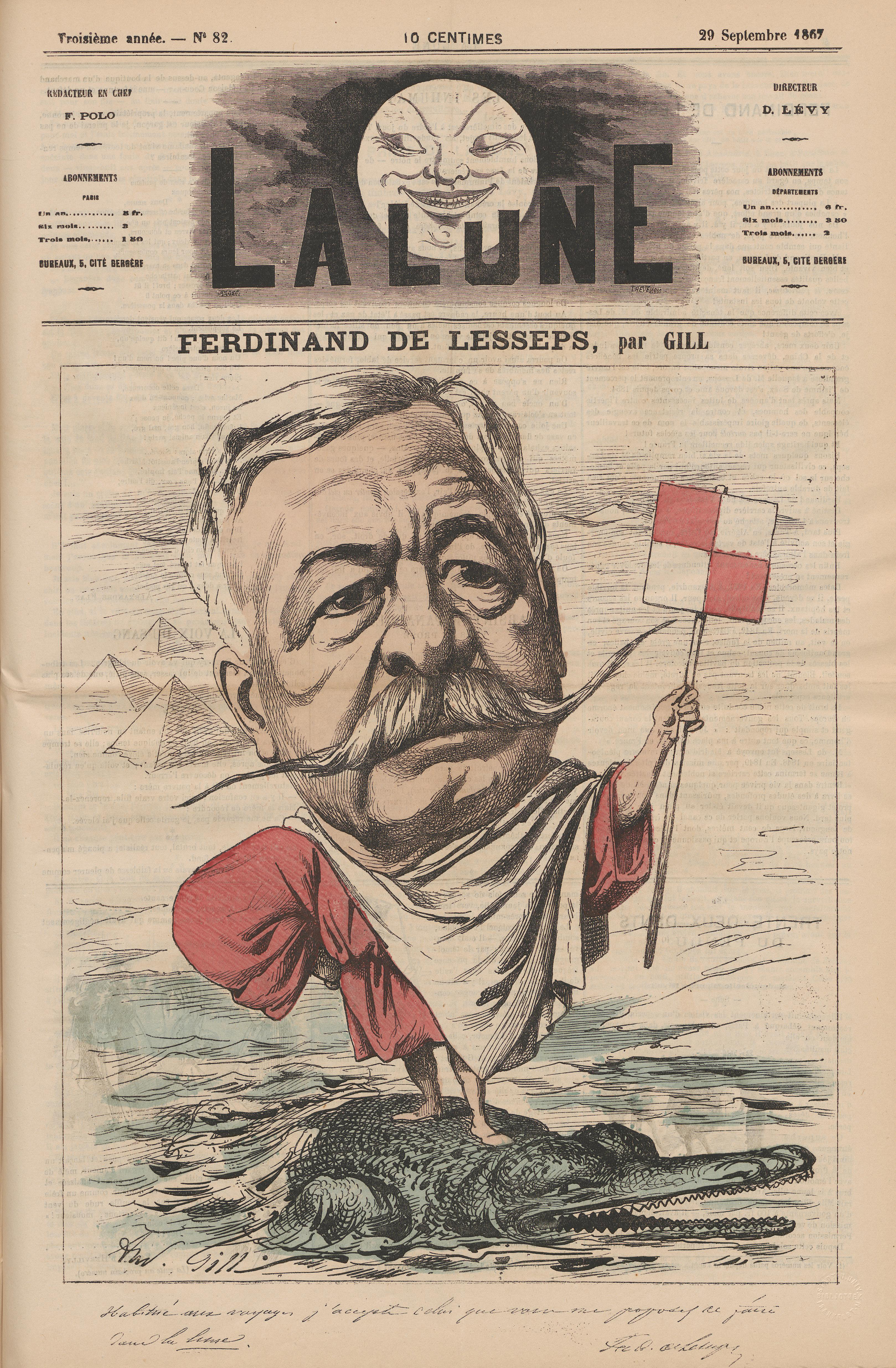
Caricature de Ferdinand de Lesseps par André Gill
La Lune, 29 septembre 1867.

Malgré l'émission de ces derniers emprunts de 1888, il s'avéra impossible de redresser la situation, et la Compagnie fut mise en liquidation judiciaire le 4 février 1889, provoquant la ruine de 85 000 souscripteurs. En 1891, l'État ordonne l'ouverture d'une information pour abus de confiance et escroquerie. Lucien Napoléon Bonaparte-Wyse, qui avait étudié le projet rédige ses Mémoires qui prouvent la rentabilité du projet.
Le 6 septembre 1892, Édouard Drumont, journaliste antisémite et antiparlementaire qui avait reçu des documents confidentiels de Reinach, révéla le scandale dans son quotidien La Libre Parole. Incarcéré du 3 novembre 1892 au 3 février 1893 à la prison de Sainte-Pélagie pour une autre affaire, il révéla un à un, depuis sa cellule, les noms des politiciens et journalistes corrompus et révéla les mécanismes de l'escroquerie. Le 19 novembre, le journal La Cocarde dévoile le nom d'autres hommes politiques dont notamment Charles Floquet, président de la Chambre.
L'affaire fit grand bruit : le baron de Reinach fut retrouvé mort le 20 novembre et Cornelius Herz s'enfuit en Angleterre, où il échappe à la justice.
Le 21 novembre 1892, au lendemain de la découverte du corps de Reinach, la presse se déchaîna contre les « chéquards » et les « panamistes », et le député nationaliste Jules Delahaye dénonça à la tribune de la Chambre les compromissions de la classe politique.
Une commission d'enquête fut alors créée. Le ministre de l'Intérieur, Émile Loubet et le Ministre de la Marine et des Colonies, Auguste Burdeau, démissionnèrent ; le ministre des Finances, Maurice Rouvier, fut mis en cause, ainsi entre autres que l'ancien ministre de Gambetta, Antonin Proust, et Georges Clemenceau à qui Herz, qui lui avait été présenté par un ami — mais qu'il qualifia ensuite de « fripouille finie » — avait prêté des fonds pour son journal La Justice.
En tout, ce sont 104 parlementaires qui auraient touché des sommes entre 1 000 et 300 000 francs. Le scandale se conclut en 1893 par la condamnation à cinq ans de prison de l'ancien ministre des Travaux publics, Charles Baïhaut. Burdeau reprit le portefeuille des Finances en décembre 1893 et mourut presque exactement un an plus tard : ses collègues du parti radical lui firent des funérailles magnifiques. 
Ferdinand de Lesseps, Gustave Eiffel et leurs associés sont condamnés à 5 ans de prison. Ferdinand de Lesseps échappe toutefois à la prison grâce à un vice de forme.
Charles de Lesseps, fils de Ferdinand, fut condamné à la même peine que son père, et écopa dans un autre procès d'une condamnation à un an de prison pour corruption. Condamné le 9 février 1893 par la Cour d'appel de Paris à deux années de prison et 20 000 francs d'amende, Gustave Eiffel fut finalement réhabilité par une enquête qui montrait qu'il n'était pas impliqué dans les malversations, le 15 juin 1893 par la Cour de cassation.

## Achèvement du projet par les États-Unis

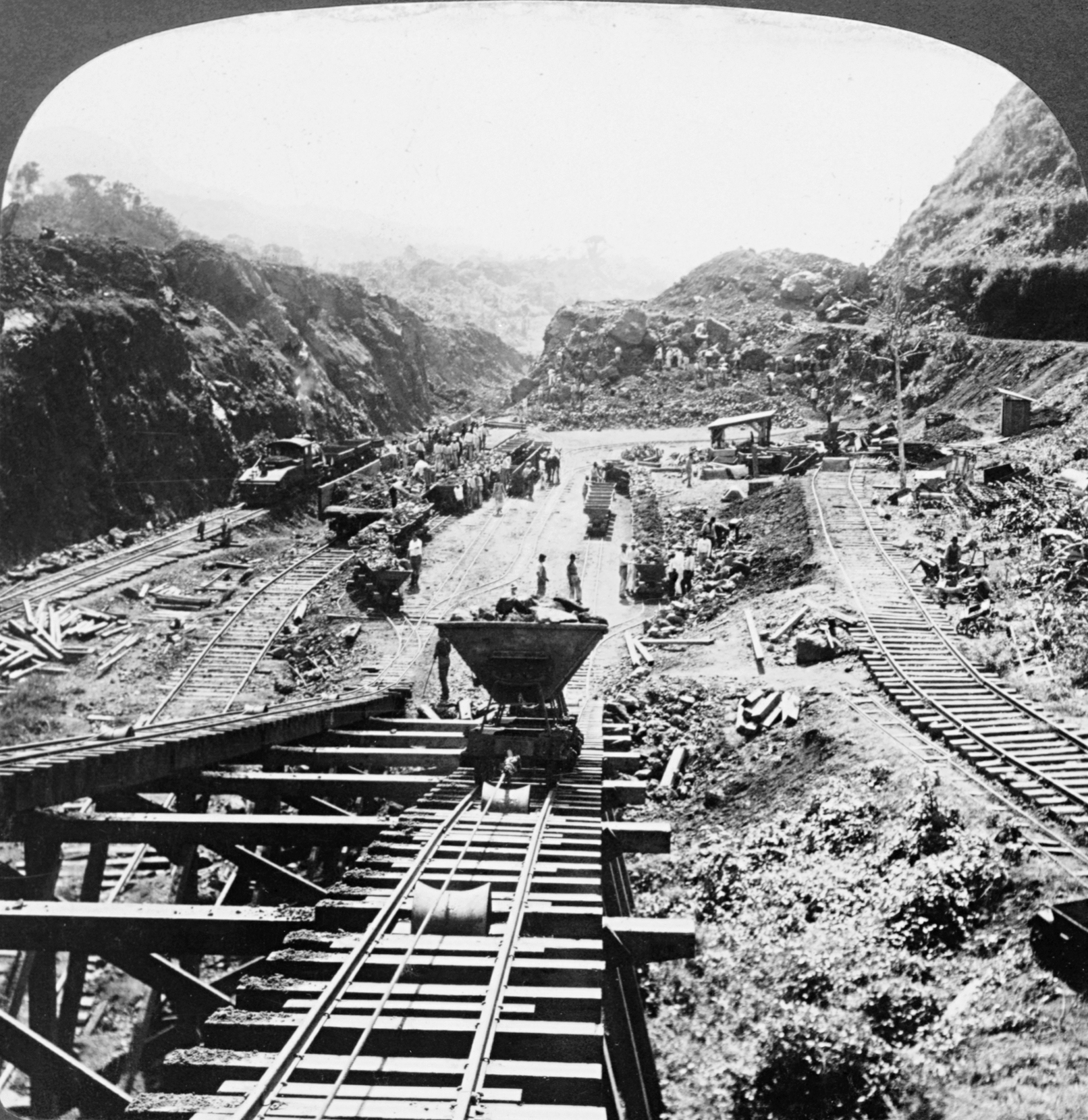
Travaux de construction sur la coupe Gaillard en 1907.

En 1903, le Panama, soutenu par les États-Unis, prend son indépendance de la Colombie lors de la Guerre des Mille Jours. Deux semaines après la fin du conflit, l'ingénieur français Phillipe Buneau-Varilla, qui s'était engagé auprès des indépendantistes, est envoyé par le gouvernement du nouvel État pour négocier la vente des droits de construction du canal avec le secrétaire d’État américain John Hay.
Les États-Unis rachètent donc la concession, les actions et les avoirs de la Compagnie nouvelle du canal de Panama par le traité Hay-Bunau-Varilla de novembre 1903. Après avoir rejeté un tracé traversant le Nicaragua, ils reprirent le projet de 1879, d’Adolphe Godin de Lépinay, et prolongèrent le tracé français déjà effectué, pour l'achever en 1914, avec un surcoût de seulement quarante millions de dollars.
Les travaux engagés en 1904 aboutirent à l’inauguration du canal le 15 août 1914, au moment même où éclatait en Europe la Première Guerre mondiale.

## Chronologie indicative

### 1880
- Le 20 octobre 1880, les statuts de la Compagnie universelle du canal interocéanique sont déposés à Paris. Émission de 800 000 actions à 500 francs, mais seuls 300 millions sur les 400 demandés sont levés auprès de 75 000 investisseurs, petits et grands. La construction commence quelques mois plus tard.

### 1889
- 4 février : la mise en liquidation judiciaire de la Compagnie universelle du canal interocéanique de Panama ruine 85 000 souscripteurs.
- mars : faillite du Comptoir d'escompte de Paris.

### 1892
- 6 septembre : le scandale de Panama éclate, entre autres, par un virulent article de La Libre parole. Une campagne de presse s'ensuit contre les dirigeants de la Compagnie avec des révélations sur la corruption d’hommes politiques.
- 15 novembre : Louis Ricard, garde des Sceaux, donne l'ordre au procureur Jules Quesnay de Beaurepaire de poursuivre correctionnellement les administrateurs de la compagnie du canal de Panama.
- 19 novembre : mort du baron Jacques de Reinach, banquier.
- 16 décembre : arrestation de Ferdinand de Lesseps, Marius Fontane et Sans-Leroy.
- 20 décembre : demande d'autorisations de poursuites contre cinq sénateurs (dont Albert Grévy, Léon Renault et François Thévenet) et cinq députés (Emmanuel Arène, Henri-Joseph Dugué de La Fauconnerie, Antonin Proust, Jules Roche et Maurice Rouvier). À la Chambre des députés, interpellation de Déroulède contre Herz et Clemenceau. Outre ce dernier, Freycinet et Floquet furent nommés pour avoir joué un rôle suspect, mais ne furent pas inquiétés faute de preuves[7].

### 1893
- 9 janvier : arrestation de l'ancien ministre des Travaux publics Charles Baïhaut.
- 10 janvier-9 février : procès des administrateurs de Panama devant la première chambre de la Cour d'appel de Paris ; Ferdinand et Charles de Lesseps sont condamnés à cinq ans de prison et Eiffel, Cottu et Fontane à deux ans.
- 22 janvier : manifeste socialiste contre le scandale de Panama.
- 9-23 mars : procès des parlementaires poursuivis pour corruption devant la cour d'assises de la Seine.
- 9 décembre : Auguste Vaillant lance une bombe au milieu de la Chambre des députés (quelques blessés).

### 1894
- 11 juin : Herz bénéficie d'un non-lieu pour escroquerie et abus de confiance.

### 1895
- 16 novembre : le scandale est relancé par l'arrestation d'Arton en Angleterre.

### 1897
- 27 mars : demande d'autorisation de poursuites contre un sénateur et trois députés accusés de corruption par Arton.
- 18-30 décembre : procès des parlementaires poursuivis pour corruption devant la cour d'assises de la Seine.
- 1893 - 1897 : La commission d'enquête publie son rapport sur le scandale.

Les verdicts tombent. Seul 3 personnalités sont condamnées : Ferdinand de Lesseps, son fils et Gustave Eiffel, qui avait proposé son projet de portes d'écluses avec ouverture par glissement perpendiculaire. (Voir l'article sur la construction des écluses)

### 1898
- 30 mars : à la Chambre des députés, discussion et adoption des conclusions du rapport de la commission d'enquête.

### 1914
- La construction du canal, commencée 34 ans plus tôt, est achevée par les repreneurs américains pour un surcoût très modeste.

### 1923
- De nouvelles révélations sortent sur un scandale financier du même type, également intervenu à la fin du XIXe siècle, l'affaire Arthur Raffalovitch sur les emprunts russes.

## Conséquences

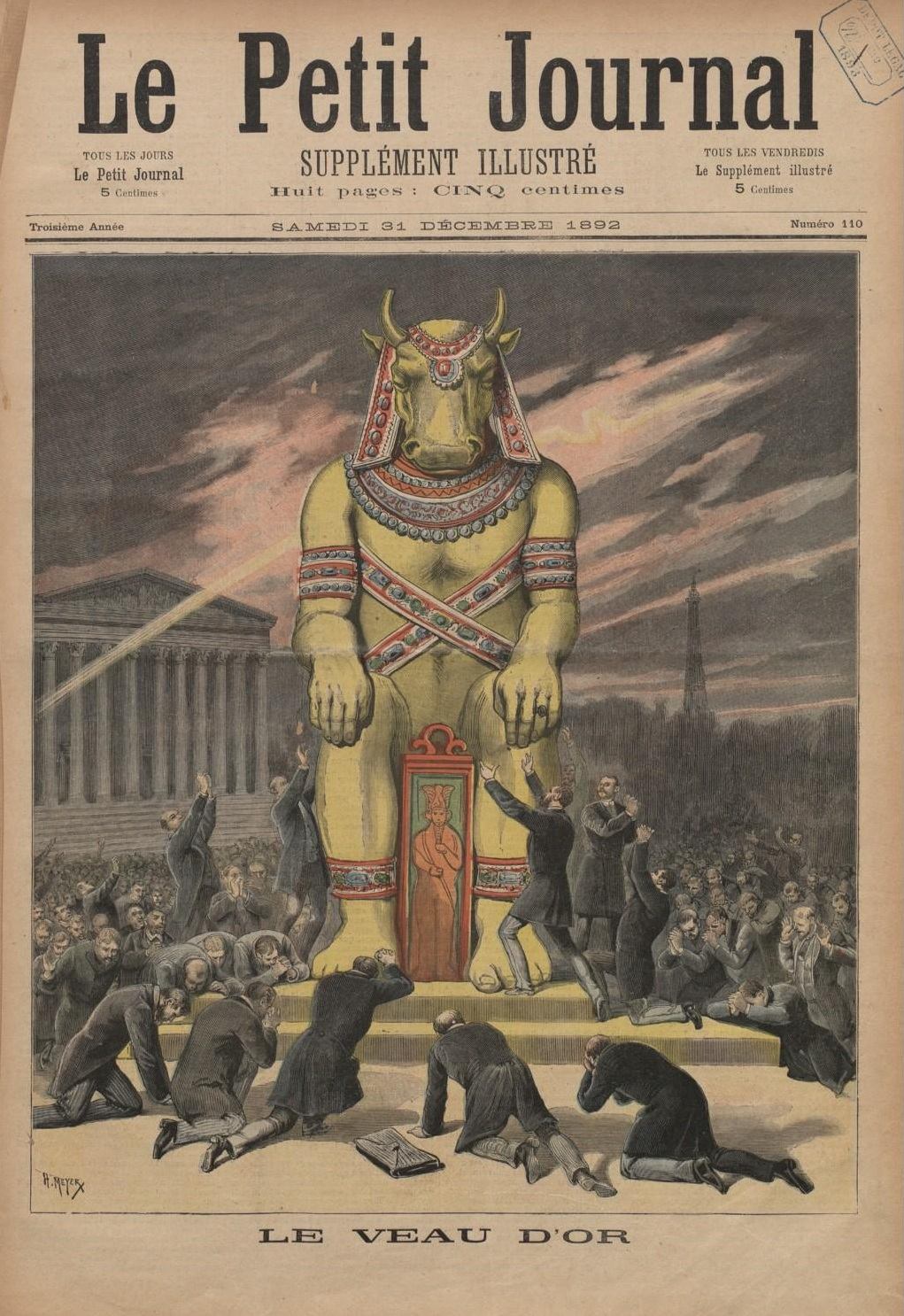
Le veau d'or, allégorie du scandale de Panama à la une du Petit Journal, 31 décembre 1892.

Le scandale de Panama aura de longues conséquences sur la vie politique française. Les républicains opportunistes et le parti radical considérés comme « pourris » perdent de l'importance au profit du socialisme. Le judaïsme de Herz et Reinach nourrit l'antisémitisme populaire croissant et la compromission des députés alimenta la propagande des partis antiparlementaires. Ce courant antisémite se manifestera bientôt dans l'affaire Dreyfus.
Une grande partie de la presse sortit discréditée de cette affaire et hérita d'une réputation de vénalité ; la carrière politique de Georges Clemenceau en sera particulièrement affectée.